# Kanton Nancy-3
Nancy-3 is een kanton van het Franse departement Meurthe-et-Moselle. Het kanton is, ingevolge het decreet van 26 februari 2014, op 22 maart 2015 gevormd uit een deel van de gemeente Nancy en maakt deel uit van het arrondissement Nancy.